# François-Dominique Mosselman

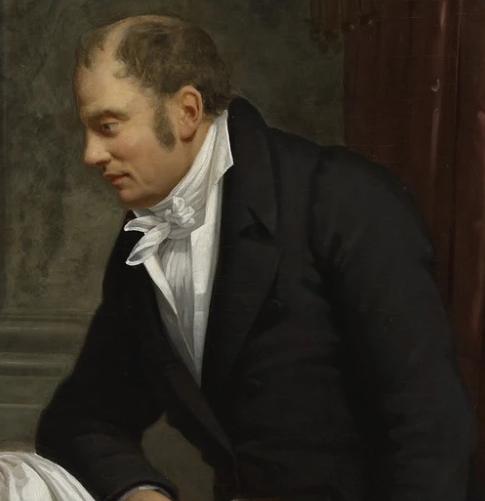

François-Dominique Mosselman (Brussel, 8 oktober 1754 - Parijs, 29 maart 1840) was een lid van de familie Mosselman, industrieel en bankier.

## Levensloop
François Mosselman was vijfde van de twaalf kinderen van Jacques-Dominique Mosselman en Barbara 't Kint.
Aanvankelijk interesseerde hij zich voor de textielbranche van de ouderlijke activiteiten en schreef zich in bij de gilde van de garen-en-bandverkopers. Maar weldra dreef hij handel op grotere schaal samen met zijn broer Cornelius. Ze verwierven de zeer winstgevende pacht op de ruimdienst van Brussel en vooral begonnen ze de handel in granen. Dit bleek een goudmijn, onder meer omdat ze eerst aan de Oostenrijkse legers mochten leveren en vervolgens aan de Franse.
Mosselman was niet getrouwd maar had een maîtresse en waarschijnlijk was hij de vader van haar twee kinderen. Zij heette Marie-Thérèse Andria en leefde gescheiden van haar man Hubert Constant. In februari 1788 schonk Mosselman haar het 'Hôtel d'Autriche' in de Bisschopsstraat, dat ze uitbaatte, nog een tweede huis en 35.000 gulden. Dit vorstelijk geschenk werd in juli daaropvolgend met nog bijkomende giften aangevuld. Het hotel in kwestie was een ontmoetingsplaats voor de aanhangers van Jan Frans Vonck waar de gebroeders Mosselman toe behoorden. In 1790 zou het worden omgedoopt in 'Hôtel Belgique'.
Satirische schrijvers lieten niet na de draak te steken met de vrolijke patriot en zijn omvangrijke maîtresse. Eén onder hen was Jacques Le Sueur die een pamflet schreef met 'geheime verhalen' over notabelen zoals de kardinaal-aartsbisschop, minister Trauttmansdorff, generaal d'Alton, de graaf en gravin d'Arberg, enz. Mosselman beschreef hij als een voormalige slagersknecht die steenrijk was geworden door het ophalen van de 'mestbak' en door de graanhandel. Terwijl 's middags en 's avonds veel officieren van het regiment de Ligne in het Hof van Oostenrijk kwamen eten, zo schreef Le Sueur, en er werden ontvangen door een zich als Oostenrijksgezind voordoende uitbaatster, ging het er later op de avond anders aan toe. Wanneer Mosselman en zijn vonckistische vrienden tot laat in de nacht zaten te drinken en complotten te smeden, hief 'la Constant' menig glas als hevige patriotte en bedronk ze zich met heildronken ter ere van de vrijheid.

## Huwen en bankieren
Jaren later, na de opeenvolgende revoluties die hadden plaatsgevonden en terwijl hij zelf de veertig naderde, dacht Mosselman aan trouwen. Hij liet zijn ogen vallen op een meisje dat half zijn leeftijd had en, wat zeker niet ongunstig was, een aanzienlijke bruidsschat zou meebrengen. Het ging om Marie-Louise Tacqué (1776-1828) die als enig kind met haar ouders in Brussel en op hun buitenverblijf in Laken woonde. Die ouders kenden het wat woelig verleden van de verzoeker en weigerden eerst de toestemming. Toen in 1796 de moeder, hevigste tegenstander, overleed, gaf de vader toe, en overleed direct daarop. Het huwelijk vond plaats op 20 mei 1797. Het zou een vruchtbaar huwelijk worden, met niet minder dan elf kinderen als resultaat. Ondanks die grote kinderzegen is het niet uitgesloten dat, nadat alle kinderen tussen 1798 en 1816 in Parijs geboren werden, de echtgenote toch enige zelfstandigheid herwon. Het is alvast in haar ouderlijke woning in Laken dat ze kwam sterven. Het jongste kind was toen twaalf.
Het gezin ging eerst zijn intrek nemen in het grote herenhuis van de ouders Tacqué, in de Korte Lange Wagenstraat. Mosselman had nationale goederen aangekocht, onder meer afkomstig van het hospitaal Ter Zieken. De bruid, die al onmiddellijk het volledige fortuin van haar ouders erfde, bracht nog méér eigendommen en kapitalen mee. Alles samen bezaten de echtgenoten 330 ha. grond en eigendommen in het Brusselse met nog méér eigendommen in het Antwerpse en in de provincie Luik.
Ondertussen had Mosselman zijn vleugels verder uitgeslagen. Rond 1794 stichtte hij in Parijs een bank, die snel een hoge vlucht nam. De aanzienlijke sommen waarover hij beschikte maakten dat Mosselman de beste manier zocht om ze te doen opbrengen en daarom had hij zich naar Parijs gekeerd. Vanaf 1798 had hij er een pied-à-terre in de Rue Saint-Denis en pendelde hij regelmatig tussen Brussel en Parijs. Dit was weldra onvoldoende en hij besliste zich met zijn gezin permanent in de Franse hoofdstad te vestigen. Hiervoor kocht hij aan de Chaussée d'Anthin het schitterende huis van de failliete bankier Recamier, waar Juliette Récamier haar grote dagen had gekend.

## Vieille Montagne
Naast het bankieren werd Mosselman ook industrieel. In Moresnet had kanunnik Jean-Jacques Dony († 1824) een procedé uitgevonden om zinkerts (genaamd 'kalamijn') op industriële schaal te verwerken. Maar het industrieel ontwikkelen van zijn uitvinding vergde kapitalen die Dony niet had. Toen verscheen Mosselman die in twee keer (1813 en 1824) de Société de la Vieille Montagne volledig in handen nam en er een grote ontwikkeling aan gaf. Het werd zijn grootste realisatie. Heel wat fabrieken werden voor zinkexploitatie en verwerking (walserij) opgericht, in België en in het buitenland. 
Het liep niet allemaal van een leien dakje want het kleine territorium Moresnet was na 1814 jarenlang de inzet van een strijd tussen Pruisen en Nederland. Bij zover dat Émile Mosselman en Charles Le Hon, zoon en schoonzoon van François-Dominique onderhandelden met Willem I en in juni 1830 een akkoord bereikten, waarbij de koning de vennootschap zou aankopen voor 1.452.000 fr. De Belgische Revolutie verhinderde de uitvoering van deze transactie. De ruzie met Pruisen ging verder en werd pas definitief beslecht in 1854. Ondertussen was de Société de la Vieille Montagne een beursgenoteerde multinationale onderneming geworden, met onder meer vestigingen in Pruisen. De ruzie over het grondgebied zelf het zogenaamde Neutraal Moresnet sleepte aan totdat de uitslag van de Eerste Wereldoorlog het definitief bij België deed horen.
Het was na de dood van zijn vrouw dat Mosselman de vennootschap overliet aan zijn kinderen onder de naam 'Mosselman Frères et Soeurs'. Enkele jaren later, in 1837, werd een nieuwe vennootschap opgericht onder de naam 'Société des Mines et Fonderies de Zinc de la Vieille Montagne' waarbij de Banque de Belgique met 800.000 fr. ingebracht vers geld aandeelhouder werd, terwijl de inbreng van de familie Mosselman, bestaande uit alle activa, 4.200.000 fr. vertegenwoordigde. Die activa bestonden onder meer uit de zinkmijn van Moresnet, de fabrieken van Moresnet, Hergenrath, Saint-Léonard en Angleur, de koolmijn Foxhall, de fabrieken van Valcanville en Hondreville in Frankrijk en die van Darford in Engeland. 
Naast een paar van de zoons Mosselman, kwamen ook belangrijke personaliteiten in de directie en raad van bestuur van de Vieille-Montagne, zoals graaf Charles Le Hon, Leopold Le Hon en hertog Charles de Morny, respectievelijk echtgenoot, zoon en vaste minnaar van Fanny Mosselman, Charles de Brouckère, Gilles Davignon, schoonzoon Henri Frédéric Fontenilliat, en andere.

## De kinderen

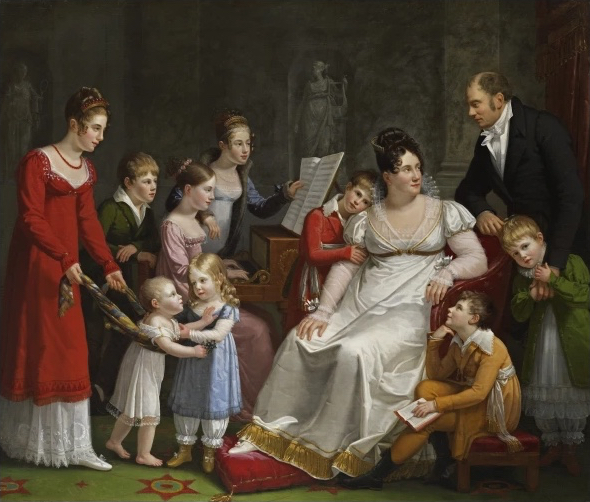

Over de elf kinderen van François-Dominique Mosselman en Marie-Louise Tacqué is heel wat te zeggen. Hierna volgen enkele identificatiegegevens:
- Louis-Joseph werd doodgeboren (1798).
- Jenny Mosselman (1799-1867) trouwde met graaf Henri Frédéric Fontenilliat (1793-1864), regent van de Banque de France. Hun dochter Camille (1823-1907) trouwde met Auguste-Victor Casimir-Perier (1811-1876) en zij waren de ouders van Jean Casimir-Périer (1847-1907) die korte tijd president van de Franse republiek was. De jongste dochter Fontenilliat, Jenny (1825-1903), trouwde met hertog Gaston d'Audiffret-Pasquier (1823-1905), met een talrijk nakomelingschap in Franse en Belgische adellijke families. De hertog werd voorzitter van de Assemblée Nationale, vervolgens van de Senaat en werd in 1878 lid van de Académie Française.
- Marie-Flore Mosselman (1800-1834) trouwde met haar neef Théodore Mosselman du Chenoy.
- Lise Mosselman (1800-1862) trouwde met de bankier Denis Sauvage. Talrijke nazaten in Franse adellijke families, onder hen Anne-Aymone Sauvage de Brantès, echtgenote van de voormalige president Valéry Giscard d'Estaing.
- Émile Mosselman (1802-1833) werd de vertrouwensman van zijn vader en was veelbelovend maar overleed na een ongeval.
- Achille Mosselman (1804-1822) was student in de École des Mines.
- Jules Mosselman (1805-1819)
- Fanny Mosselman (1808-1880), bekende echtgenote van ambassadeur en graaf Charles Le Hon en maîtresse van Charles de Morny. Onder haar nazaten onder meer prins Michel Poniatowski.
- Alfred Mosselman (1810-1867) die zich actief met de zinkfabrieken bezighield en een flamboyante personaliteit was die zich onder meer onderscheidde als ruiter en als mecenas, maar ook als initiatiefnemer van heel wat industriële en immobilaire projecten en vele jaren als regent van de Banque de France.
- Hyppolite-Charles Mosselman (1811-1813)
- Hyppolite-Leopold Mosselman (1816-1873), groot paardenliefhebber en ruiter.

## Vrijmetselarij
De specialist van de loge L'Heureuse Rencontre in Brussel, meent dat het François Dominique Mosselman is die in 1786 voorkomt op de ledenlijst van deze loge. Het is niet onmogelijk, hoewel er toch dient rekening mee gehouden dat op deze ledenlijst geen voornaam vermeld stond en pas in de negentiende eeuw de maçonnieke auteur A. Cordier 'F. D.' bij de familienaam voegde (op welke basis?) en dit op een tijdstip dat geen nog levende personen kon bevestigen over wie het ging. Het kan dus best een van de andere toen volwassen Mosselmans gaan, zoals Dominique Mosselman, die nadien ook nog als vrijmetselaar opdook.
Er is immers ook bij herhaling geschreven dat François-Dominique Mosselman, of een van zijn twee broers, in 1798 tot de stichters behoorde van de Brusselse militaire vrijmetselaarsloge Les Amis Philanthropes. Dit is in elk geval een vergissing. De persoon die op de installatiezitting van 17 februari 1798 vermeld werd als rentenier en die als penningmeester van de loge ondertekende met D. Mosselman was onbetwistbaar Dominique Mosselman (1758-1830), verre neef van François-Dominique Mosselman. 
De leerling Mosselman, die als Mosselman le jeune en als brouwer vermeld werd bij dezelfde installatiezitting, was de jongere halfbroer van Dominique, Dominique-Joseph Mosselman (1776-ca1850), die later vermeld werd als oliefabrikant.